# Cary, North Carolina
Cary, North Carolina là một thành phố thuộc quận quận trong bang Bắc Carolina, Hoa Kỳ. Thành phố có tổng diện tích 155,25 km², trong đó diện tích đất là 54,3 dặm vuông Anh (141 km2). Theo điều tra dân số Hoa Kỳ năm 2010, thành phố có dân số 135.234 người, là thành phố đông dân thứ 183 tại Hoa Kỳ năm 2010.